# Herbert Zangs

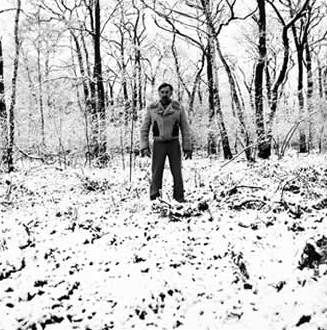
Herbert Zangs, fotografiert von Lothar Wolleh, 1973

Herbert Zangs (* 27. März 1924 in Krefeld; † 26. März 2003 ebenda) war ein deutscher Maler und Objektkünstler.

## Leben
Von 1941 bis 1945 leistete Zangs Militärdienst in der Luftwaffe und nahm am Zweiten Weltkrieg in Skandinavien teil, wo er schließlich in Kriegsgefangenschaft geriet.
In den Jahren 1945–1950 studierte Zangs an der Kunstakademie Düsseldorf. Als seine wichtigsten akademischen Lehrer gelten Otto Pankok und Wilhelm Herberholz. Zusammen mit Günter Grass, den er während des Studiums kennenlernte, war er Türsteher im Lokal Csikós in der Düsseldorfer Altstadt. Grass war sehr an den Kriegserlebnissen von Zangs interessiert und erwähnte ihn in der Rolle des Malers Herbert Lankes in seinem Roman Die Blechtrommel. Zangs lernte an der Akademie auch Joseph Beuys kennen, der wie er im Zweiten Weltkrieg bei der Luftwaffe gewesen war und ebenso vom Niederrhein stammte. Später (im Mai 1975) schrieb Beuys einmal über Zangs: „Er lieferte eine ganze Reihe von Gegenbildern, an denen man sehr viel Orientierung finden konnte.“
Ab 1950 bereiste er, anfangs meist per Anhalter, Europa und Nordafrika. Später folgten Reisen nach Russland, Japan, die USA und Kanada sowie Australien und Neuseeland. Es entstanden dabei zahlreiche figurative „Reisebilder“. Noch bis zu seinem Tod malte Zangs – parallel zu seinen abstrakten Arbeiten – expressionistisch-figurativ.
Sein erstes Atelier hatte Zangs ab 1951 im Künstlerhaus in der Sittarder Straße. Ab 1952 entstanden seine Verweißungen, mit einem leichten Schleier weißer Farbe überzogene Fundstücke (Objekte) bzw. Objekt-Collagen. Ferner entstanden wichtige Werkgruppen wie Faltungen, Knüpfungen, Rechenzeichen (Plus-Minus) und ab 1953 Reliefbilder. 1956 zeigte die Zimmergalerie Franck im Frankfurter Frühjahrssalon erstmals öffentlich eine weiße Arbeit aus dem Jahr 1954. Viele dieser während seiner Reisen in Krefeld lagernden frühen Arbeiten wurden vernichtet oder gingen verloren, ohne dass sie einem breiten Publikum zugänglich waren. Die Verweißungen wurden erst später durch den Krefelder Sammler und Künstler Adolf Luther bekannt, mit dem Zangs eng befreundet war und dem er viele Werke schenkte. Ab 1957 entstanden Bildserien, in denen die Farbe mit Scheibenwischern aufgetragen wurde und die bereits die seriellen Kunstrichtungen der 1960er Jahre vorwegnahmen.
Im Jahr 1960 erhielt Zangs den Vincent van Volkmer Kunstpreis und erwarb mit dem Preisgeld ein Haus in Cucuron, Frankreich (Provence). Er verbrachte dort viele Tage, unter anderem mit dem Schauspieler Alexander May und dessen Familie.
Im Jahr 1965 übersiedelt Zangs nach Paris unterbrochen durch einen Aufenthalt in New York und Kanada 1968–69. 1969–78 reiste er nach Japan, Indien, in die Südsee, Australien und Afrika. Ab 1970 entstanden erneut Verweißungen.
Im Jahr 1978 wurde Zangs aus Frankreich ausgewiesen, aufgrund einer Schlägerei mit zwei Polizisten. Er kehrte nach Deutschland zurück, wo er unter anderem in Krefeld, Düsseldorf-Kaiserswerth und Xanten lebte. Ab 1975 schuf er Antibücher und war mit ihnen 1977 Teilnehmer an der Documenta 6 in Kassel – ein Teil befindet sich heute in der Sammlung der Stiftung Preußischer Kulturbesitz, Berlin. Ab 1978 schuf er Plakatübermalungen, Peitschenbilder, Computerbilder, ab 1979 Blasen- und Beulenbilder, ab 1982 Pinselabwicklungen, ab 1983 Tuchbilder, ab 1986 Knitter- und Gratbilder, ab 1993 Rollstuhlbilder (bedingt durch die fortschreitende Krankheit).
Am 26. März 2003 starb Zangs, inzwischen an beiden Beinen amputiert, in einem Altenheim in Krefeld.

## Nachlass
Im Buch Sehen in weiß – Stationen meines Lebens (1996) nach Tonbandaufnahmen berichtet Zangs über sein Leben und Begegnungen mit bekannten Zeitgenossen. Das Herbert Zangs Archiv in Paris dokumentiert und bearbeitet das Leben und Werk des Künstlers. Der Werkkatalog wird von Emmy de Martelaere seit 2004 in fortlaufenden Bänden herausgegeben. Der Nachlass und das Copyright befinden sich seit 2011 im Besitz der Galerie Maulberger.

## Auszeichnungen
- 1952: Kunstpreis der Stadt Krefeld
- 1953: Kunstpreis der Jugend des Bundesverbandes der Deutschen Industrie
- 1956: Stipendium des Kulturkreises im Bundesverband der Deutschen Industrie
- 1957: Auszeichnung Premio Lissone, Lissabon
- 1958: Erster Preis der Benjamin-Franklin-Stiftung für die Entwurfsarbeit zur Außenwand des Auditoriums der Berliner Kongresshalle
- 1962: Europapreis für Malerei (Prix d’Europe), Ostende
- 1968: Auszeichnung „Tavolozza d’Oro“ (Goldene Palette) in Taranto
- 1994: Stadtehrenplakette von Krefeld

## Kunstwerke in öffentlichen Sammlungen (Auswahl)

### Belgien
- Oostende, Mu.ZEE (ehemals Museum voor Schone Künsten)

### Deutschland
- Ahlen, Kunstmuseum Ahlen
- Berlin, Staatliches Museum Kunstbibliothek – Sammlung Dittmar
- Bonn, Sammlung zeitgenössischer Kunst der Bundesrepublik Deutschland
- Dortmund, Museum am Ostwall, Sammlung Cremer
- Duisburg, Wilhelm Lehmbruck Museum
- Düsseldorf, Sammlung der Stadt Düsseldorf
- Düsseldorf, Viktoria / ERGO Versicherung, Deutschland, Kunstsammlung des Unternehmens
- Duisburg, Deutschland, Wilhelm Lehmbruck-Museum
- Frankfurt, DEUTSCHE BANK, Deutschland, Kunstsammlung des Unternehmens
- Freiburg, Städtisches Museum für neue Kunst
- Hamburg, Evangelische Akademie Nordelbien
- Hamburg, Hamburger Kunsthalle, Graphische Sammlung und Sammlung Cremer
- Hannover, Sprengel Museum Hannover
- Karlsruhe, Kunsthalle Karlsruhe, Zentrum für Kunst- und Medientechnologie
- Münster, Westfälischer Kunstverein, Landesmuseum, Sammlung Cremer
- Oberhausen, Städtische Galerie Ludwig Institut Schloss Oberhausen
- Singen, Städtisches Kunstmuseum
- Stuttgart, Daimler Art Collection
- Stuttgart, Land Baden-Württemberg
- Stuttgart, Staatsgalerie, Graphische Sammlung
- Ulm, Ulmer Museum
- Viersen, Grafische Sammlung der Stadt
- Wiesbaden, Museum Wiesbaden

### Frankreich
- Paris, Fondation Cartier pour l’art contemporain
- Paris, FNAC, Fond National d’Art Contemporain

### Liechtenstein
- Vaduz, Kunstmuseum Liechtenstein

### Niederlande
- Amsterdam, Stedelijk Museum

### Österreich
- Linz, Neue Galerie der Stadt Linz

### Ungarn
- Budapest, Szépművészeti Múzeum

## Einzelausstellungen (Auswahl)
- 1950: Krefeld, Kaiser-Wilhelm-Museum, Herbert Zangs – Gemälde
- 1957: London, England, New Vision Centre Gallery, New Paintings by Herbert Zangs
- 1963: Düsseldorf, Kunstmuseum im Ehrenhof, Herbert Zangs – Kurt Link – Werke der beiden in Oostende mit dem „Prix Europe“ ausgezeichneten Künstler Lausanne, Schweiz, Galerie Kasper
- 1963: Karlsruhe, Galerie Rottloff, Herbert Zangs „Expansionen“
- 1965: Düsseldorf, F. G. Conzen
- 1967: Bruxelles, Belgien, La Galerie 44, Herbert Zangs – Prix Europe de la peinture 1962
- 1969: New York, USA, Center Art Gallery
- 1975: Paris, Frankreich, Galerie Stevenson & Palluel, Herbert Zangs – œuvres blanches des années 50
- 197:8 Wiesbaden, Museum Wiesbaden, Herbert Zangs – Verweißungen
- 1978: Mannheim, Mannheimer Kunstverein, Herbert Zangs – Verweißungen
- 1980: Karlsruhe, Galerie Rottloff, Herbert Zangs, Neue Arbeiten
- 1985: Hannover, Sprengel-Museum, Herbert Zangs – Arbeiten 1952–1962
- 1990: Konstanz, Galerie Bagnato, Herbert Zangs – Arbeiten
- 1994: Marl, Skulpturenmuseum Glaskasten, Herbert Zangs zum 70. Geburtstag – Ein „enfant terrible“ wird weise?
- 1995: Paris, Frankreich, Fondation Cartier pour l’art contemporain, Herbert Zangs – œuvres 1952–1959
- 1996: Karlsruhe, Galerie Rottloff, Herbert Zangs, Arbeiten seit 1957
- 1997: Düren, Leopold-Hoesch-Museum, Konfrontation weiß 50er-70er
- 1998: Freiburg, Museum für neue Kunst, Zangs – Retrospektive
- 1998: Heidelberg, Kunstverein, Zangs – Retrospektive
- 1999/2000: St. Tönis Industrie Galerie Private Sammlungsausstellung Gebrüder Heinz und Emil Michels Werke 50er bis 90er Jahre.
- 2001: Jena, Deutschland, Jenaer Kunstverein e. V., Herbert Zangs – Form und Struktur, dynamisch-rhythmisch, Malerei und Skulptur
- 2004: Düsseldorf, fiftyfifty Galerie, Ausstellung zum 80. Geburtstag von Herbert Zangs – Struktur Material Farbe – Kuratorin: Dr. Doris Krystof Kunstsammlung NRW
- 2004: Münster, Westfälisches Landesmuseum, Herbert Zangs: Frühe Objektverweißungen 1952/54
- 2006: Izmir, Türkei, Goethe-Institut, Französisches Kulturzentrum
- 2007: Private Schaufenster Ausstellung Krefeld Evertstrasse Sammlung Gebrüder Heinz und Emil Michels mit großem Artikel in der Rheinischen Post
- in gedenken an Herbert Zangs
- 2007: Vaduz, Liechtenstein, Kunstmuseum Liechtenstein, Joseph Beuys / Herbert Zangs: Die Fünfziger Jahre
- 2007: Paris, Frankreich, Musée Zadkine, Accrochage Herbert Zangs de 1953 à 1954
- 2008: Viersen, Städtische Galerie im Park, Phänomen – Herbert Zangs, Werke von 1947 bis 2003[5]
- 2009: Krefeld, Galerie am Rheintor, Herbert Zangs, 50 Werke aus 50 Jahren
- 2009: Kunstverein Buchholz/Nordheide, Herbert Zangs – Arbeiten aus fünf Jahrzehnten
- 2010: Konstanz, Galerie Bagnato, Herbert Zangs – Arbeiten
- 2010: Düsseldorf, Galerie Eikelmann, Herbert Zangs – Blaue Bilder
- 2012: Düsseldorf, Galerie Maulberger & Becker, Herbert Zangs – Arbeiten aus dem Nachlass
- 2013: Düsseldorf, Galerie Kirbach, Herbert Zangs: Präsentation der Neuerscheinung des Fascicule n°3 Tome I des Werkkatalogs der Abstrakten Arbeiten, Emmy de Martelaere
- 2013: Paris, Buchhandlung Artcurial, Präsentation der Neuerscheinung des Fascicule n°3 Tome I des Werkkatalogs der Abstrakten Arbeiten, Emmy de Martelaere
- 2013: Danzig, Gdańska Galeria Güntera Grassa: Zangs at Grass’s Structural Formations
- 2013: London, The Mayor Gallery: Herbert Zangs
- 2014: Iserlohn, Villa Wessel: Herbert Zangs[6][7]
- 2014: Krefeld, Galerie Heidefeld: Herbert Zangs: Arbeiten aus dem Nachlass
- 2015: Karlsruhe, Galerie Rottloff, Herbert Zangs, Arbeiten von 1959 bis 1983 (Katalog)
- 2016: München, Galerie Maulberger, Herbert Zangs: Vom Sinn des Chaos
- 2016: Paris, Galerie de La Sablière: Herbert Zangs. Œuvres des années soixante-dix
- 2017: Durbach, Museum für Aktuelle Kunst - Sammlung Hurrle Durbach, Herbert Zangs: Vom Sinn des Chaos. Retrospektive
- 2018/19: Galerie Dausend und Kollegen Werke und Arbeiten aus 5 Jahrzehnten aus Privatsammlungen[8]
- 2018: Paris, Galerie de La Sablière: Herbert Zangs
- 2018: Karlsruhe, Galerie Rottloff, Herbert Zangs, Arbeiten der 1970er Jahre (Katalog)
- 2018: Berlin, Galerie Blain Southern: Herbert Zang Less is More
- 2019: New York, Gallery Blain Southern: Herbert Zangs Plus Minus 2019 Greven, Kunstverein
- 2020: Karlsruhe, Herbert Zangs, „Von Willkür und Ordnung“ (Katalog)
- 2021: Krefeld, Galerie Heidefeld, Herbert Zangs, Abstrakte Avantgarde - Figuratives Frühwerk (Katalog)
- 2022: Krefeld, Krefelder Kunstverein, Herbert Zangs – Arbeiten mit Weiß - (Katalog)
- 2022: Weingarten/Ravensburg Arzt Praxis Publikums Ausstellung Arbeiten aus Privatsammlungen
- 2024: Karlsruhe, Galerie Rottloff, Objekt Verweißungen und Werke aus Australien, 100 Jahre Herbert Zangs
- 2024: Krefeld, Galerie Heidefeld & Partner, 100 Jahre Herbert Zangs und Werke aus Australien
- 2024: Kitzbühel, Galerie Zeitkunst, 100 Jahre Herbert Zangs und Werke aus Australien
- 2025: Hagen; Emil Schumacher Museum, Herbert Zangs – Die Realität ist das Fantastische